# مجازر دوار الكويت (مارس 2024)
في مارس 2024، خلال الحرب الفلسطينية الإسرائيلية، تعرض المدنيون الذين ينتظرون المساعدات الإنسانية عند دوار الكويت بالقرب من مدينة غزة لهجماتٍ مُتكررة، مما تسبب في استشهاد العشرات وإصابة ما يزيد عن مائة. 

## الخلفية
في أعقاب عملية طوفان الأقصى التي شنتها حماس. أعلنت إسرائيل في 9 أكتوبر/تشرين الأول أنها ستقيد بشكل مؤقت دخول الإمدادات الغذائية إلى غزة. ويهدف هذا الإجراء، كما ذكرت السلطات الإسرائيلية، إلى التخفيف من المخاطر الأمنية التي تشكلها حماس، بما في ذلك منع إدخال الإمدادات العسكرية سرًا بحجة المساعدة الإنسانية. ومنذ ذلك الحين، يتم تقديم المساعدات إلى غزة بأشكال مختلفة وفي ظل إجراءات أمنية مشددة. وعلى الرغم من الجهود العالمية، يُعاني سكان غزة من نقص حاد في الغذاء.
وفقًا للمكتب الإعلامي الحكومي بغزة، حتى 12 مارس/آذار 2024، أدت الهجمات الإسرائيلية على حشود طالبي المساعدة في جميع أنحاء غزة إلى مقتل ما لا يقل عن 400 شخص منذ بداية الصراع، بما في ذلك مجزرة الطحين في 29 فبراير/شباط. ووصفت وزارة الصحة في غزة الاعتداءات بأنها "مجازر مروعة" على يد جنود إسرائيليين أطلقوا النار على حشود تنتظر المساعدة الإنسانية، فيما تنفي إسرائيل ذلك. بحلول منتصف مارس/آذار، ذكرت قناة الجزيرة الإنجليزية أن الهجمات على طالبي المساعدات في شمال غزة كانت "حدثًا شبه يومي" و"الوضع الطبيعي الجديد". ومن دون تحديد اللوم، وثّق مكتب حقوق الإنسان التابع للأمم المتحدة أكثر من عشرين هجمة بينما كان الناس ينتظرون المساعدة منذ منتصف يناير/كانون الثاني 2024.

## التسلسل الزمني
- في 3 مارس/آذار 2024، قُتل وجُرح عشرات المدنيين في هجوم إسرائيلي على طالبي المساعدة عند دوار الكويت في مدينة غزة، وفقًا لوزارة الصحة في غزة.[9]
- وفي 4 مارس/آذار، تم الإبلاغ عن هجوم آخر على الدوار الكويتي، بعد أن انتظر آلاف الأشخاص طوال اليوم للحصول على المساعدات الإنسانية، وفتح الجنود الإسرائيليون النار عليهم بمجرد وصول الشاحنات، وفقًا لوزارة الصحة في غزة.[6]
- وفي 6 مارس/آذار، أصيب ثمانية أشخاص بعد أن أطلقت إسرائيل الرصاص الحي على أشخاص كانوا يبحثون عن مساعدات إنسانية في دوار النابلسي.[10]
- وفي 7 مارس، قُتل خمسة أشخاص أثناء انتظارهم المساعدات عند دوار النابلسي.[11]
- في 8 مارس/آذار، قُتل عدة أشخاص كانوا يبحثون عن مساعدات إنسانية بنيران إسرائيلية مفتوحة عند دوار الكويت.[12]
- وفي 19 مارس/آذار، قُتل ما لا يقل عن 23 شخصاً عندما استهدفت طائرات مقاتلة إسرائيلية مجموعة من منسقي المساعدات الإنسانية في الدوار الكويتي.[13]
- في 23 مارس، ذكرت وزارة الصحة في غزة أن 19 شخصًا قُتلوا أثناء انتظار وصول المساعدات عند دوار الكويت.[14] ونفت إسرائيل مسؤوليتها.[15]
- في 24 مارس، أظهر مقطع فيديو تم التحقق منه عددًا غير معروف من الضحايا جراء هجوم على الدوار الكويتي، حيث ذكر مراسلو قناة الجزيرة العربية أن الهجوم كان على أعضاء لجنة توزيع المساعدات المحلية.[16]
- في 27 مارس/آذار، حذرت وزارة الصحة في غزة السكان بضرورة تجنب دوار الرشيد ودوار الكويت بعد أن أصيب شخصان بجروح خطيرة على يد القناصة الإسرائيليين في دوار الكويت.[17]
- وفي 28 مارس/آذار، أظهر مقطع فيديو من بالقرب من دوار النابلسي رجلين يلوحان بأعلام بيضاء، وقد أطلقت القوات الإسرائيلية النار عليهما وقتلتهما ثم دفنتهما تحت الرمال.[18]
- في 30 مارس، أفادت التقارير بمقتل 17 شخصًا وإصابة 30 آخرين في هجوم إسرائيلي على دوار الكويت.[19][20]
- في 31 مارس، فتحت القوات الإسرائيلية النار على طالبي المساعدات الإنسانية في دوار الكويت، ووصف شهود المشهد بأنه "فوضوي تمامًا".[21]

## هجوم 14 مارس
في 14 مارس/آذار 2024، وقع هجوم على دوار الكويت شرق مدينة غزة ، مما أسفر عن مقتل ما لا يقل عن 21 شخصًا وإصابة 155 آخرين، وفقًا لوزارة الصحة في غزة. وأطلقت الدبابات الإسرائيلية النار بشكل عشوائي، مما أدى إلى ترك بعض الجرحى ينزفون في الشوارع لساعات. وتم نقل آخرين إلى مستشفى الشفاء، فيما لم يتلق بعض الضحايا العلاج بسبب نقص الكوادر والمستلزمات في المستشفى. وقال محمد غراب، مدير خدمات الطوارئ في الشفاء، إن الناس أصيبوا "بطلقات مباشرة" من القوات الإسرائيلية.
وقال المتحدث باسم الدفاع المدني في غزة، محمود بصل، إن إسرائيل مسؤولة عن الهجمات. وخلص مراسل الجزيرة والتحقيقات الأولية التي أجراها المرصد الأورومتوسطي إلى أن إطلاق النار جاء من مروحية إسرائيلية. كما عثر الأورومتوسطي على مقطع فيديو لمسلح أفرج عنه الجيش الإسرائيلي، يبدو أنه تم التقاطه في دوار الدولة، على بعد حوالي كيلومترين من دوار الكويت. وكانت الرصاصات الصادرة عن القتلى والجرحى في هذه الهجمات هي 5.56 × 45 ملم من رصاصات الناتو ، والتي تم إطلاقها من أسلحة الجيش الإسرائيلي. وذكر المكتب الإعلامي في غزة أن الهجوم يأتي ضمن "سلسلة من المجازر والاعتداءات الوحشية ضد المدنيين العزل".
وقال الجيش الإسرائيلي إنه "لم يتم إطلاق نيران الدبابات أو الغارات الجوية أو إطلاق النار تجاه المدنيين في غزة في قافلة المساعدات". طبقاً لرواية الجيش الإسرائيلي عن هجوم 14 مارس/آذار، أطلق المسلحون النار على المدنيين قبل وصول قافلة المساعدات، وأطلقوا النار عليهم بعد وصول الشاحنات، ثم دهست الشاحنات المدنيين.